# عبدالله بن سبا و دیگر افسانه‌های تاریخی
کتاب عبدالله بن سبا و دیگر افسانه‌های تاریخی در سال ۱۳۷۵ هجری قمری (۱۳۳۵ هجری خورشیدی) توسط علامه عسکری نوشته شد. همان‌گونه که در مقدمهٔ کتاب توضیح داده شده، در ابتدا احادیث سیف نام داشت که با پیشنهاد شیخ راضی آل یاسین به نام کنونی تغییر یافت.
این کتاب یکی از جاعلین حدیث به نام سیف بن عمر را معرفی نموده و ضمن ارزیابی روایات نقل شده از او و همین‌طور پیگیری شخصیت خود او، افسانه‌های ساختهٔ سیف از جمله عبدالله بن سبا که شخصی مجهول‌الهویه و دروغین است را بررسی کرده است.

## بخش‌ها
مطالب این کتاب سه‌جلدی در ۹ بخش تنظیم شده‌اند:
۱- افسانهٔ عبدالله بن سبا
۲- داستان سقیفه در روایات سیف
۳- ارتداد مرتدین در روایات سیف
۴- دفاع سیف از زورمندان تبه‌کار
۵- لکه‌های سیاه روایات سیف در صفحات تاریخ اسلام
۶- بررسی چند واقعهٔ تاریخی
۷- داستان‌های خرافی سیف
۸- خلق و تبدیل نام‌های اشخاص توسط سیف
۹- بررسی داستان عبدالله بن سبا